# Lilla Stockelidvattnet
Lilla Stockelidvattnet är en sjö i Lilla Edets kommun i Bohuslän och ingår i Bäveåns huvudavrinningsområde. Sjön är 8,5 meter djup, har en yta på 0,0099 kvadratkilometer och är belägen 170 meter över havet.